# Beaulieu-sur-Layon
Beaulieu-sur-Layon är en kommun i departementet Maine-et-Loire i regionen Pays de la Loire i nordvästra Frankrike. Kommunen ligger i kantonen Thouarcé som tillhör arrondissementet Angers. År 2022 hade Beaulieu-sur-Layon 1 346 invånare.

## Befolkningsutveckling
Antalet invånare i kommunen Beaulieu-sur-Layon
| Referens: INSEE |